# Hogna lupina
Hogna lupina este o specie de păianjeni din genul Hogna, familia Lycosidae. A fost descrisă pentru prima dată de Karsch, 1879.
Este endemică în Sri Lanka. Conform Catalogue of Life specia Hogna lupina nu are subspecii cunoscute.